# Gaahuraa
Gaahuraa  est une petite île inhabitée des Maldives. 

## Géographie
Gaahuraa est située dans le centre des Maldives, au Nord de l'atoll Mulaku, dans la subdivision de Meemu.